# Ritratto di Giuseppe Antonio Fossati
Il Ritratto di Giuseppe Antonio Fossati è un dipinto a olio su tela e misura cm 61 x 46 eseguito nel 1875 dal pittore italiano Mosè Bianchi.
È conservato nei Musei Civici di Monza.